# Laurent Garnier
Laurent Garnier (Boulogne-Billancourt, 1 februari 1966) is een Frans technoproducer en dj. Hij wordt gezien als een belangrijke pionier bij het opbouwen van de Franse dancescene.
Garnier begon als dj aan het eind van de jaren 80 in de beroemde club Hacienda in Manchester in het Verenigd Koninkrijk, maar is sinds de vroege jaren 90 vanuit zijn eigen land actief. Sinds die tijd treedt hij over de gehele wereld op in clubs, op festivals, grote- en kleine raves, warehouse-party's en in radio-uitzendingen.
Gedurende de jaren profileert hij zich steeds breder als artiest en betrekt hij ook diverse muzikanten bij zijn optredens. Garnier haalt zijn invloeden uit diverse muziekstijlen. Hij weet daarmee subgenres als deephouse, (Detroit-)techno, acid house, trance en jazz te verbinden.
Garnier is een open en uitgesproken persoonlijkheid, die geregeld zijn mening over de muziekscene en de maatschappij deelt met zijn publiek.
Zijn bekendste werken zijn de nummers Acid Eiffel (1993), Crispy Bacon (1997) en The Man with the Red Face (2000). Platen die hem soms tegen wil en dank achtervolgen.  Het album Unreasonable behaviour (2000) wordt gezien als zijn beste en succesvolste album.

## Jeugd
Garnier groeit op in de Boulogne-Billancourt, een voorstad van Parijs. Zijn ouders runnen een bedrijf dat kermisattracties verhuurt. De band met zijn vader is slecht. In interviews laat hij zich later zeer negatief over hem uit.
Garnier’s voorliefde voor dj's en dansmuziek ontstaat wanneer hij dertien is. Met zijn homoseksuele oudere broer bezoekt Laurent in die tijd geregeld stiekem gayclubs. Garnier raakt onder de indruk van de discocultuur van dat moment. Al snel wil hij dj worden, maar die ambities vinden geen steun bij zijn ouders. Wel begint hij zijn eigen piratenstation in zijn slaapkamer.
Wanneer Garnier zestien is, gaat hij een beroepsopleiding volgen in de catering. In 1984, hij is dan achttien geworden, gaat hij daarmee aan het werk als bediende bij de Franse ambassade in Londen. Voor Laurent is deze buitenlandse job een manier om zijn dienstplicht te ontlopen. Wonend in Londen geniet Garnier na zijn werkdagen van het nachtleven. Zijn favoriete club is de Mud Club, waar Mark Moore een vaste stek heeft.
In 1986 heeft hij het in Londen wel gezien en gaat hij met zijn zus in Manchester wonen om daar als restaurantmanager te gaan werken. Hier ontdekt hij de club de Hacienda. Als hij in 1986 de plaat Love Can't Turn Around van Farley Jackmaster Funk voorbij hoort komen, maakt hij kennis met housemuziek. Hij is direct verkocht. Het kost hem twee maanden de plaat te bemachtigen, omdat het populaire nummer steeds uitverkocht blijkt. Hij raakt daarna steeds meer bevangen door de opkomende dancescene. Garnier weer zelf ook een plek als dj in de Hacienda te veroveren, nadat hij een demobandje aan de juiste persoon heeft gegeven. Hij werkt in die periode onder de naam DJ Pedro. Die naam wordt hem toegewezen omdat de eerste avond waar hij moet draaien in Spaanse stijl is, en hij verder toch geen bekendheid heeft op dat moment. De periode daarna staat hij er op de woensdagavonden naast Mike Pickering.
In 1988 keert hij uiteindelijk weer even terug naar Frankrijk om toch zijn dienstplicht te vervullen. Daardoor mist hij de zomer van dat jaar, waar housemuziek definitief doorbreekt in het Verenigd Koninkrijk. Als hij in 1989 terugkeert in Manchester krijgt hij daarom het gevoel de boot gemist te hebben. Na nog zes maanden in Manchester te hebben doorgebracht is voor hem de lol er vanaf. Hij woont daarna nog een korte tijd in New York maar keert al snel terug naar Frankrijk.

## Franse pionier
De opkomst van de house en techno blijkt, tot zijn grote teleurstelling, in zijn geboorteland nog niet doorgedrongen te zijn. Hij neemt daarom zelf het initiatief om een scene op te bouwen. Hij begint samen met zijn jeugdvriend Eric Morand dansavonden te organiseren in de Rex club in Parijs. Deze Wake up-party's in de club lopen van 1992 tot 1995 en geven diverse dj's van over de wereld voor het eerst een podium in Frankrijk. Vaak staat hij ook de pers te woord en zoekt hij de publiciteit op om dancemuziek te promoten. In deze periode reist hij nog geregeld naar het Verenigd Koninkrijk, waar hij vanwege zijn reputatie nog steeds boekingen krijgt.
Garnier begint ook met het maken van eigen platen. Zijn eerste single is Who cares van het project French Connection, een samenwerking met de Britse producer Ian Bland, die hij kent uit zijn tijd in Manchester. Een zeer invloedrijke rol krijgt hij ook als hij betrokken raakt bij het opzetten voor een dancedivisie van het Franse muziekbedrijf Fnac, waar hij ook via Morand in terechtkomt. Op dit label brengt Garnier enkele singles en ep's uit. Zo verschijnen de Stronger By Design EP (1992), A Bout De Souffle EP (1993) en de Planet House EP (1993). Hij wordt bij de productie af en toe bijgestaan door Ludovic Navarre (St Germain). Hij maakt ook remixen voor Vernon, Moby en Kevin Saunderson.
Garnier weet zichzelf als producer in de kijker te spelen als onderdeel van de gelegenheidsformatie Choice, een eenmalige samenwerking tussen de producers Laurent Garnier, Didier Delesalle (Shazz), en Ludovic Navarre. In de studio van Delesalle neemt het drietal de Paris EP op. Bij de opnames produceren ze in eerste instantie enkele tracks, waaronder From The Arch en 78 op. Wanneer deze opnames klaar zijn blijft het drietal het gevoel hebben dat de ep toch nog een nieuw en ander soort nummer zou moeten hebben. In de studio van Navarre nemen ze daarna in een sessie van meer dan negen uur het nummer Acid Eiffel op. Acid Eiffel is een dromerige acid-symfonie die bijna een kwartier duurt en valt uit de toon bij de meeste technoplaten van die tijd. Zijn labelpartner Eric Morand vindt de track mooi maar twijfelt aan de mate waarin het bij het label past. Maar als het publiek na een try-out, waarin het nummer de volle dertien minuten wordt afgespeeld, in applaus uitbarst, rent Morand naar de dj-booth om te melden dat de plaat moet worden uitgebracht. Ook Derrick May is enthousiast als hij het nummer hoort en laat het opnieuw uitbrengen op een van zijn labels. Mede daardoor groeit Acid Eiffel uit tot een klassieker.
Garnier werkt in 1994 ook samen met een combinatie van de Berlijnse artiesten System 01 en Dr. Motte. Dat levert het nummer Mind Sensations op.
In 1994 verlaten Garnier en Morand Fnac en gaan ze verder op het eigen F-Communications-label. Op dit label lanceert Garnier in 1994 zijn debuutalbum Shot in the dark, waarop vooral dansbare techno staat. Dat krijgt een vervolg op de Club Traxx EP (1995), waarop ook een samenwerking met Jack De Marseille staat.
Met Pascal F.E.O.S. vormt hij eenmalig het project Dune, waarvan de The Alliance EP (1994) verschijnt.

## Technoartiest

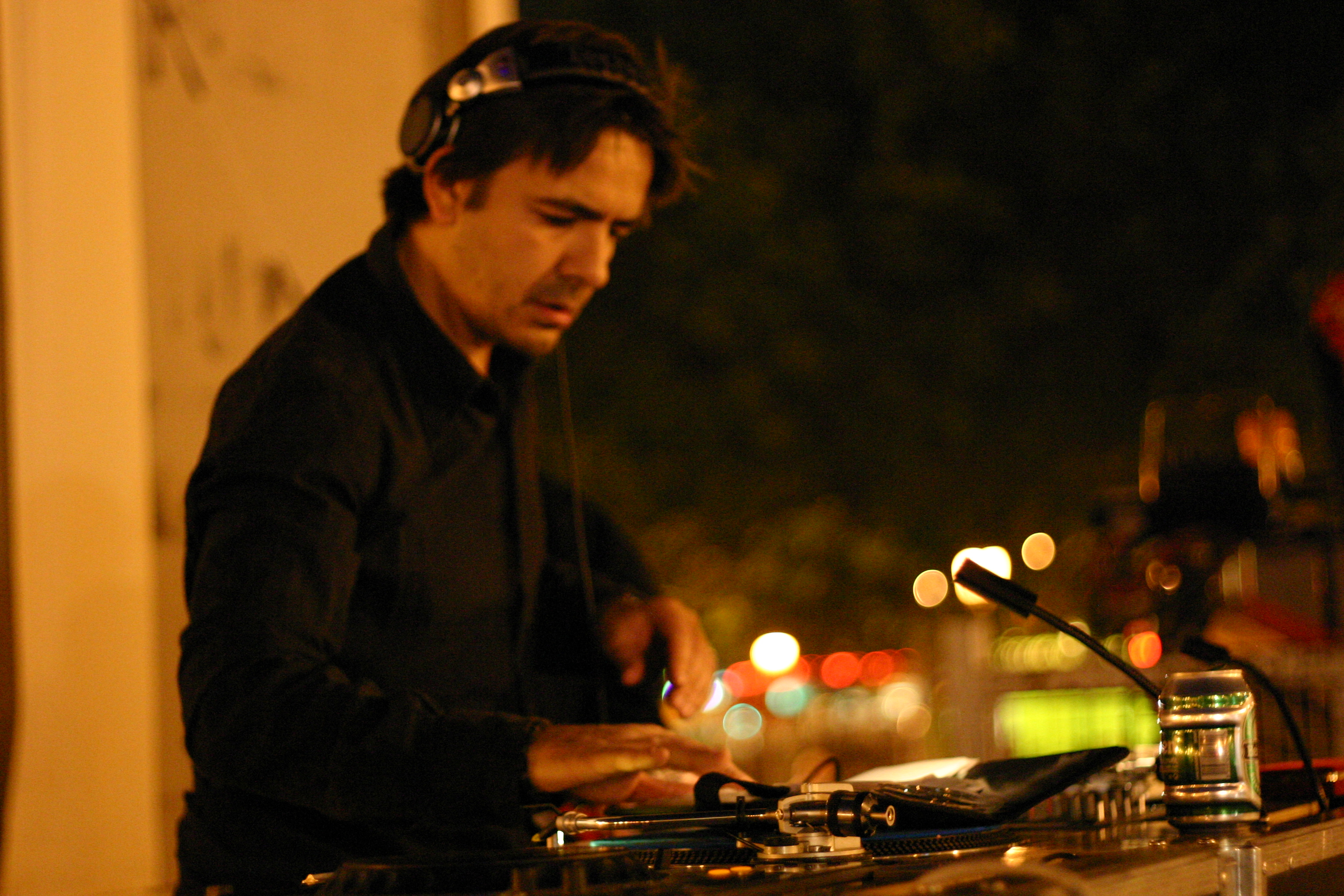
Laurent Garnier in Parijs in 2005

In 1997 profileert Garnier zich iets breder als het album 30 verschijnt. Het verwijst naar zijn 30e jaar, dat hij geheel nodig had om het album op te nemen. Hier gaat hij soms de meer experimentele kant op. stijlen als triphop en ambient worden niet geschuwd. De dansliefhebbers worden tevreden gehouden met de dansbare track met de bijzondere naam Crispy Bacon. Garnier bedenkt de titel omdat hij het nummer vergelijkbaar vindt met het geluid van bakkend spek in een pan. Het verkeerde gebruik van het Engels, doet Jeff Mills, die de track remixt, vragen waar die vreemde titel vandaan komt. Na uitleg corrigeert hij, dat de track dan eigenlijk Sizzling Bacon zou moeten heten, maar het maakt Garnier juist meer vastberaden de oorspronkelijke naam aan te houden. Het nummer Flashback is een ode aan de in 1996 overleden producer Armando. Het album wint de award voor beste danceplaat bij de Victoires de la musique. Hij is daarmee de eerste die deze specifieke award in de wacht sleept.  Bij de uitreiking van de award speelt hij Acid Eiffel in een symfonische versie met een violist en een percussionist naast zich.
In 1998 brengt hij het verzamelalbum Early works uit, waardoor tracks van vroegere ep's, en drie remixen voor een groter publiek beschikbaar zijn geworden. Zijn niet aflatende inzet voor de Franse dancescene begint in die jaren vruchten af te werpen. Vanaf 1996 breekt een nieuwe generatie Franse danceartiesten door in het kielzog van Daft Punk en Motorbass. Toch blijft het soms nog vechten tegen de bierkaai. Bij een interview in 2000 beklaagt hij zich nog over het gebrek aan steun door de culturele wereld van zijn land.
In de late jaren negentig mindert hij het aantal dj-sets en begint hij zich steeds meer als live-artiest te profileren. Hij is onder de indruk van Britse acts als Orbital en Underworld, maar twijfelt een tijd lang of hij in staat is een dergelijke act op te bouwen. Zijn zakenpartner Eric Morand trekt hem over de streep. Als hij in 1998 op het Montreux Jazz Festival staat komt hij op het idee om jazz in zijn muziek te verwerken.
Eind 1999 verschijnt de single The Sound of the Big Babou. De titel is een knipoog naar een radioproducer die hem deze bijnaam heeft gegeven. Het is een voorbode van het album Unreasonable behaviour (2000), dat het hoogtepunt van zijn roem zal betekenen. Het album is toegankelijker dan 30 en heeft naast een aantal sterke dansnummers dromerige en futuristische soundscapes. Ook wordt op enkele nummers opnieuw de brug met jazz gezocht. Het grote voorbeeld daarvan is het nummer The Man with the Red Face, waarop Philippe Nadaud de saxofoon speelt. Als Nadaud in de studio de saxofoonbijdrage speelt fokt Garnier hem op door via een koptelefoon steeds te melden dat het niet goed genoeg is en harder moet. De uithalen die hij daarmee produceert vormen de belangrijkste basis van het nummer. De titel van het nummer slaat op het rood aangelopen gezicht van Nadaud tijdens de sessie. 
De single The Man with the Red Face groeit uit tot een klassieker en komt in enkele landen zelfs in de hitlijsten. Het nummer komt in 2017 zelfs nog ludiek in het nieuws als een Spaans straatorkest er een eigen versie van speelt in Madrid.
Een ander opvallend nummer is Greed, dat een protest is tegen het illegaal verspreiden van muziek en andere content waarop het auteursrecht zit via het internet. Voor de promotietournee bouwt Garnier een liveshow met verschillende muzikanten die hem begeleiden. Daarmee verruilt hij de clubs steeds vaker voor festivals. In het jaar 2000 staat hij op vele festivals zoals Pinkpop en Rock Werchter.
Unreasonable behaviour is een groot commercieel succes en in oktober van 2003 zijn er al 250.000 exemplaren van verkocht. Het album en de tournee hebben het meeste succes in België. Op Rock Werchter treedt hij voor een 70.000 lieden tellend publiek op en het album bereikt de elfde plaats in de Ultratop 200 Albums. Iets dat voor een technoartiest in 2000 nog zeldzaam is. In 2001 moet hij zijn tournee echter opschorten wegens ernstige gehoorproblemen. Volgens artsen dreigt Garnier doof te worden als hij zo doorgaat. Daarom moet hij het een geruime tijd rustiger aandoen.

## Experimenten
Na Unreasonable behaviour volgen enkele jaren met uiteenlopende activiteiten. Een remix van Silver Screen (Shower Scene) (2001) van Felix da Housecat vindt gretig aftrek op diverse compilaties.
Garnier is een tijd bezig met een webradiostation (Pedrobroadcast) waarvoor hij zijn oude alter ego DJ Pedro weer uit de kast haalt. Op het station maakt hij voor zijn fans zijn immense muziekcollectie beschikbaar. Het station is ook opgericht als protest tegen de grote radiostations die in de ogen van Garnier te risicoloos en commercieel draaien.
Er verschijnt in 2003 een semi-autobiografisch boek in het Frans met de titel Electrochoc, waarin hij ingaat op zijn actieve leven in de dancescene. Het boek is een idee van een Franse uitgeefster (naam). Aanvankelijk heeft Garnier, die weinig talent voor schrijven bezit, er geen trek in. Na enig aandringen kiest hij ervoor om de journalist David Brun-Lambert het boek laten schrijven. Vanuit het boek komt het idee voort om een muzikale geschiedeniscanon te maken. Dat wordt de vijfdelige mixverzamelaar Excess Luggage (2003), waarop hij vijftien jaar dancemuziek voorbij laat komen. Drie delen zijn op cd te koop. De overige delen moeten tegen betaling via zijn website worden gedownload.
Minder bekend is de eenmalige samenwerking met de Franse producer Llorca. Samen produceren ze onder de naam Marl Chingus de plaat 6 Months Earlier. Op de B-kant staat het Kraftwerk-achtige Moaning About Technology, waarop Garnier door een vocoder oreert over de impact van technologie op de maatschappij.
In 2004 gaat hij een tijd op tournee met Jeff Mills, met als doel de jongere generatie te laten horen wat de oorsprong van hun muziek is. Daarbij draaien ze oude platen uit diverse genres.
Na vijf jaar zonder album, verschijnt begin 2005 The Cloud Making Machine. Het meest experimentele album dat hij tot dan toe heeft gemaakt en is een cross-over naar de nu jazz. Het is vooral een luisteralbum en nauwelijks nog gericht op de dansvloer. De inspiratie voor het mistroostig klinkende album komt uit zijn eigen buurt. Hij woont in die periode aan de rand van Parijs in een wooncollectief in een verbouwde fabriek, waar hij uitzicht heeft op de rookwolken van een andere fabriek. Ook gebeurtenissen van de voorbije jaren vormen zijn inspiratie. Om het album te maken is samengewerkt met technoproducer Scan X, de Noorse nu jazz producer Bugge Wesseltoft en de Tunesische zanger Dhafer Youssef. Er is op het album ook ruimte voor vocalen. Er is een voice-over van de Amerikaanse artiest Sangoma Everett en op het nummer (I Wanna Be) Waiting For My Plane doet Laurent zelf een poging tot zingen. Het nummer is een knipoog naar I'm waiting for the man van The Velvet Underground.
Van de live-performances die tijdens de tournee worden gemaakt, stelt hij het album Public Outburst (2007) samen. Met dit project gaat hij ook weer op tournee, waar ook Philippe Nadaud weer van de partij is. De experimentele show roept echter ook weerstand bij het publiek op dat zijn herkenbare hits als Acid Eiffel, Crispy Bacon en The Man With The Red Face mist. Steeds vaker moet hij tegen zijn zin zijn eigen klassiekers spelen. Het optreden op Lowlands 2007 loopt dan ook uit op een teleurstelling, mede omdat de techniek hem in de steek laat. In de tussentijd verschijnen er ook enkele compilaties. Life:Styles (2004) laat een diverse mix horen van oudere muziek in verschillende genres.
Met Carl Craig maakt hij de dubbelverzamelaar Kings of techno, waarbij beide vanuit hun eigen continentale perspectief belangrijke stukken technogeschiedenis bij elkaar mixen.
Veel van zijn eigen werk is verzameld op Retrospective (2006). Sommige van de hits staan er in nieuwe remix-versies op en Acid Eiffel en The Man with the Red Face worden in live-versies gebracht.

## Een rustiger ritme
Na de periode van The Cloud Making Machine verhuist Garnier naar een dorpje in de Provence. Als kersverse vader past hij zijn werkritme aan op het gezinsleven. Daar neemt hij Tales of a Kleptomaniac (2009) op. De titel verwijst naar het allegaartje aan stijlen waar hij uit 'steelt' voor dit nieuwe album. Ook voor dit album werkt hij weer met diverse muzikanten. De belangrijkste gast is de reggae-zanger Winston McAnuff. Hij keert daarmee deels weer terug naar dansvloergerichte muziek. Op het album laat hij ook persoonlijke kanten van zichzelf horen. Dealing with the man is gemaakt na een aanvaring met zijn vader, waarmee hij geen goede verhouding heeft op dat moment. Het nummer Pay TV is een ode aan de betaalporno die hij in het verleden tijdens de vele hotelovernachtingen keek. Hij verwerkt ook geluidssamples van zijn zoon in het album. Het album wordt zeer wisselend ontvangen door de pers.
In 2010 gaat hij weer op tournee met een nieuwe liveact. L.B.S. (Live Booth Sessions) heet de show, waarmee hij een team van livemuzikanten rondom zijn dj-sets heeft opgebouwd. Hij vormt ook met Benjamin Rippert, van het Public Outburst project en zijn voormalige pupil Scan X, de L.B.S.-crew waarbij de initialen staan voor Laurent, Benjamin & Stephane. Dit drietal gaat ook gezamenlijk op tournee.
In 2010 maakt hij een bijzonder uitstapje door voor de dansvoorstelling Suivront Mille Ans De Calme van Angelin Prejlocaj, een soundtrack op te nemen. Daarmee is hij de eerste technoartiest die te horen is in de concertzaal Salle Pleyel. Buiten Frankrijk wordt weinig ruchtbaarheid aan dit album gegeven, omdat de voorstelling vooral een nationale aangelegenheid is.
In 2013 komt een nieuwe versie van zijn boek Electrochoc uit. Er zijn nieuwe hoofdstukken over de voorbije tien jaar en ook wordt het boek ditmaal naar het Engels vertaald. Er zijn ook plannen voor een film. Al komen die maar moeizaam van de grond.
In 2019 wordt bekend dat de film Off The Record gaat heten en wordt een trailer vrijgegeven.
In 2014 komt hij met een nieuwe uitdaging voor zichzelf. Vijf verschillende ep's uitbrengen in vijf verschillende landen binnen vijf maanden tijd. Hij documenteert het productieproces in een dagboek met de naam Le Journal Garnier, en publiceert dit op een website. Veel nummers van de ep's verzameld op Home Box (2015), dat niet als artiestenalbum wordt gezien. Er staan ook drie nieuwe tracks op die op de ep Honey, I'm home! (2015) worden uitgebracht. De Tribute EP (2017) bevat enkele odes aan belangrijke personen in zijn leven. 1-4 Doctor C'est Chouette is gemaakt voor een stervende vriend die in het ziekenhuis ligt. From The Crypt To The Astrofloor voor vrienden in Bretagne die jaarlijks een party in een kasteel organiseren en Swingin @ Da Suga! voor vrienden die jaarlijks een festival in Lyon organiseren.
In 2017 wordt zijn dertigjarige inzet door de Franse regering beloond. Laurent krijgt onderscheiding voor de orde van het Legioen van Eer.
In 2019 komt hij verrassend in het nieuws door te komen draaien op een kinderdisco in Molenbeek. (Om op te warmen voor een dj-set in Centre Georges Pompidou later die avond.) Daarbij weet hij, ondanks dat hij zijn gebruikelijke repertoire opzet, de kinderen enthousiast te krijgen. Mede met behulp van opzwepende handbewegingen. Een bescheiden hit maakt hij door een opvallende samenwerking met de Duitse producer Chambray. De single laat opzwepende pianogedreven house horen en bereikt in België de tipparade. In 2019 werkt hij eveneens aan de soundtrack voor de film Paris est à nous. Hij schrijft hiervoor drie tracks.
De COVID-19 pandemie zorgt ervoor dat Garnier een tijd lang niet kan optreden. Die tijd steekt hij in het produceren van nieuwe muziek. Deze zal in 2022 op een reeks ep's verschijnen. Voor het grote publiek staan ze verzameld op het album.33 Tours et Puis S’en Vont dat in 2023 verschijnt. Het album opent met een track waarin de Britse filosoof Alan Watts wordt gesampled. Ook voormalig Suicide-lid Alan Vega is op die manier aanwezig.

## Stijl en invloed
De techno van Laurent Garnier is doorgaans melodieus en vrij mild van aard. Ook zoekt hij graag de brug met andere stijlen. Hij is geen groot liefhebber van harde of minimale techno. Garnier is dan ook niet echt tot een bepaalde stroming binnen de techno te rekenen. Zelf ziet hij Frankie Knuckles en Derrick May als grote inspiratiebronnen. In zijn boek Electrochock gaat hij in op platen die hem inspireerden. In zijn latere werk is ook jazz van grote invloed op zijn muziek. Garnier gebruikt zijn muziek voor boodschappen en thema's. Meestal in teksten op het artwork of de titels van tracks, soms ook met vocalen. Platen gaan met name over de maatschappij, de muziekindustrie of ontwikkelingen in zijn persoonlijke leven. De invloed van Garnier zelf zit met name in zijn rol als pionier in de Franse dancescene. In de vroege jaren negentig was Garnier het gezicht van dancemuziek in Frankrijk. Als organisator gaf hij een podium aan dancemuziek in Frankrijk, dat in de vroege jaren negentig nog ver achter liep op de omringende landen. Ook zorgde hij er als labelmanager voor dat er in Frankrijk een voedingsbodem kwam voor eigen dancemuziek. Zo werden diverse artiesten als St Germain, Mr. Oizo en Shazz gelanceerd, en werd de infrastructuur gelegd waar latere generaties Franse danceartiesten gebruik van maakten.

## Platenlabels
Begin jaren negentig wordt Garnier door zijn jeugdvriend Eric Morand gevraagd om mee te helpen met het opzetten van een sublabel voor Fnac. Het Franse muziekbedrijf heeft Morand, die eerder de Franse vertegenwoordiger van FFRR Records is geweest, de opdracht gegeven een divisie voor dancemuziek in het leven te roepen. Aanvankelijk wil Fnac vooral buitenlands materiaal naar de Franse markt brengen. Morand weet het management er van te overtuigen dat er ook Franse artiesten een kans moeten krijgen. Garnier is de eerste van deze Franse artiesten, die er muziek uitbrengt. Hij krijgt er ook een rol als labelmanager. Bovendien speelt Garnier een belangrijke rol in het selecteren van nieuwe platen. Morand regelt overdag de zaken op het kantoor. Demo's die hij krijgt laat hij door Garnier in de clubs uittesten om vervolgens de reacties van het publiek terug te koppelen. Tot de artiesten van het eerste uur op het label behoren St Germain, Scan X, DJ Deep en Shazz.
In 1994 komen Garnier en Morand in conflict met Fnac. Het moederbedrijf heeft er moeite mee, dat de dancedivisie te veel het beeld van de gehele keten is gaan bepalen.  Garnier en Morand vertrekken bij Fnac en beginnen F-Communications. De artiesten die al actief zijn worden meegenomen. Op dit label brengen artiesten als The Youngsters, Mr. Oizo en Jori Hulkkonen hun platen uit. Op het hoogtepunt zijn er vijf mensen in dienst. Door teruglopende muziekverkopen besluiten Morand en Garnier het label in 2008 stil te leggen, al wordt het niet opgeheven. Zo nu en dan wordt het gebruikt voor platen van Garnier zelf of heruitgaven van ouder werk.

## Persoonlijk leven en opvattingen
Laurent Garnier is getrouwd met Delia, die van Britse afkomst is. Ze leren elkaar in het begin van de jaren negentig kennen. In 2014 maakt hij als ode aan haar het nummer Psyche-Delia. In 2004 krijgen ze een zoon. Met zijn jonge gezin verhuist hij aan het einde van de jaren 00 naar de Provence. Garnier is altijd een groot tegenstander geweest van drugsgebruik. Al verzet hij zich tegen het vooroordeel dat de dancescene drugsgebruik aanwakkert. Hij ziet het als maatschappelijk probleem dat niet opgelost moet worden met het sluiten van clubs of het verbieden van feesten.
Met de jaren begint Garnier zich steeds meer politiek te uiten. Zo protesteert hij in 2003 tegen de Irakoorlog door in Manchester een dj-set te pauzeren en na een persoonlijk statement, het nummer War van Edwin Starr op de draaitafel te leggen. In 2012 springt Garnier in de bres voor het homohuwelijk dat president François Hollande wil invoeren. Het voorstel roept veel weerstand op en grote demonstraties volgen. Garnier maakt onderdeel uit van een groep Franse dj's die de website Fight For Your Right To Marry starten om hun solidariteit te tonen en om hun fans op te roepen om mee te doen aan betogingen voor het homohuwelijk. Ook haalt Garnier fel uit naar de tegenstanders via zijn eigen Facebook-pagina.
Garnier is tevens een groot tegenstander van het Front national. Wanneer Jean-Marie Le Pen bij de Franse presidentsverkiezingen 2002, onverwacht de tweede ronde haalt wil hij zijn boosheid uiten door een nummer te maken en dit te laten horen via een radiostation waar hij op dat moment een functie heeft. Hij maakt daarom First Reaction, waarop hij drummer Sangoma Everett zijn frustraties uitspreken. In de aanloop naar de Franse presidentsverkiezingen 2017 spreekt hij zich via social media uit tegen de partij van Marine Le Pen en verklaart dat haar politiek tegen de waarden ingaan van vrijheid en gelijkheid  die belangrijk voor de techno zijn. Hij sluit een van zijn dj-sets in de Rex club af met het nummer Porcherie van Bérurier Noir dat een protest is tegen de partij. De partij reageert met het commentaar dat ze zich de les niet laat lezen door een dj die ooit in gayclubs begon.

## Prijzen en onderscheidingen
- Victoires de la musique (beste danceplaat 1998)
- Orde van het Legioen van Eer (2017)

## Optredens in Nederland en België
Hieronder een selectief overzicht van optredens die Laurent Garnier in Nederland en België heeft gedaan.
- Cherry Moon (1994)
- Immortality (Amsterdam) 1994
- Lowlands (Edities: 1997, 1998, 2007)
- Pukkelpop (1998, 2010, 2012)
- I Love Techno (Edities: 1998, 1999, 2006, 2009, 2011)
- Pinkpop (2000)
- Rock Werchter (Edities 2000, 2001, ,2006, 2009
- Fuse (2004, 2006, 2010, 2012, 2014, 2017)
- Paradise (2005, 2009, 2011, 2013)
- Doornroosje (2008)
- STRP Festival (2009)
- Amsterdam Dance Event (Edities: 2009. 2011, 2014, 2016, 2018)
- Awakenings (Edities: juni 2010, juni 2011, oktober 2018, januari 2019, februari 2019)
- Dekmantel (Edities: 2012, 2013)
- 909 (2013, 2014, 2017)
- Ampere (2015)
- DGTL (2016, 2018, 2019)
- Kompass Klub (2019)
- Hangar Brussels (2022)

## Discografie

### Studioalbums
- Shot in the Dark (1994)
- 30 (1997)
- Unreasonable Behaviour (2000)
- The Cloud Making Machine (2005)
- Public Outburst (2007)
- Tales of a Kleptomaniac ' (2009)

### Compilaties
- X-Mix-2 - Destination Planet Dream (1994)
- Mixmag Live! Vol. 19 (1994)
- Raw Works (1996)
- Laboratoire Mix (1996)
- Early Works (1998)
- Excess Luggage (2003)
- Life:Styles (2004)
- Retrospective (2006)
- Laurent Garnier & Carl Craig – The Kings Of Techno (2006)
- We Are 25 (2008)
- Home Box (2015)
- 33 Tours et Puis S’en Vont (2015)

### Singles en ep's
- French connection - Who cares? (1991)
- Stronger By Design EP (1992)
- Choice -  Paris EP (1993)
- A Bout De Souffle EP (1993)
- Planet House EP (1993)
- Alaska - Lost In Alaska (1993)
- Rex Attitude (1994)
- Dune - The Alliance EP (1994)
- Astral Dreams (1994)
- System 01 Featuring Laurent Garnier & Dr. Motte - Mind Sensations (1994)
- The Bunko Squad - Push Da Tempo (1995)
- Club Traxx EP (1995)
- Alaska - Deuxième EP (1995)
- The Hoe (1996)
- Flashback (1997)
- Crispy Bacon (1997)
- Coloured city (1998)
- Club Traxx EP vol.  2 (1998)
- The Sound Of The Big Babou (1999)
- The Man With The Red Face (2000)
- Greed (2000)
- Sambou EP (2002)
- Alaska - Returning Back To Sirius (2003)
- Marl Chingus - 6 months earlier (2004)
- Barbiturik Blues (2004)
- Back To My Roots EP (2008)
- Gnanmankoudji (2009)
- Pay TV (2009)
- Alaska - It's Just Muzik / Stargazing (2010)
- Timeless EP (2012)
- AF 4302 EP (2014)
- A13 EP (2014)
- AF 0490 EP (2014)
- BA371 EP (2014)
- KL 2036 EP (2014)
- Honey, I'm Home! (2015)
- Tribute EP (2017)
- Laurent Garnier & Chambray - Feelin’ Good (2019)
- LGOTR - Let This Message Be Clear (2020)
- On The Record (2021)
- 33T.E.P.S.V. EP01 (2022)
- 33T.E.P.S.V. EP02 (2022)
- 33T.E.P.S.V. EP03 (2022)
- 33T.E.P.S.V. EP04 (2022)
- 33T.E.P.S.V. EP05 (2022)

| Single met hitnotering(en) in de Vlaamse Ultratop 50 | Datum van verschijnen | Datum van binnenkomst | Hoogste positie | Aantal weken | Opmerkingen  |
| ---------------------------------------------------- | --------------------- | --------------------- | --------------- | ------------ | ------------ |
| The Man With The Red Face                            | 2019                  | 15-04-2000            | tip             |              |              |
| Feelin' Good                                         | 2019                  | 13-07-2019            | tip             |              | met Chambray |

| Album met hitnotering(en) in de Vlaamse Ultratop 200 albums | Datum van verschijnen | Datum van binnenkomst | Hoogste positie | Aantal weken | Opmerkingen |
| ----------------------------------------------------------- | --------------------- | --------------------- | --------------- | ------------ | ----------- |
| Unreasonable Behaviour                                      | 2000                  | 26-02-2000            | 11              | 32           |             |
| The Cloud Making Machine                                    | 2005                  | 05-02-2005            | 28              | 8            |             |
| Retrospective                                               | 2006                  | 09-09-2006            | 37              | 9            |             |
| Tales Of A Kleptomaniac                                     | 2005                  | 23-05-2009            | 28              | 6            |             |
| La Home Box                                                 | 2005                  | 30-05-2015            | 98              | 1            |             |